# 李士鈺
李士鈺（1855年—1917年）字幼香，天津人，祖籍江苏昆山县（现属苏州），清末商人。天津八大家中李家第二代人物。

## 生平
李士钰为国子监监生，曾任刑部郎中。1882年，回到天津继承李士铭的职务，担任芦纲纲总，此后长期担任该职，经营长芦盐。
光绪三十四年（1908年），李士钰、孙多森等人合伙创立北洋水火保险股份公司，李士钰任总理。
宣统二年十月（1910年），李士钰和其兄弟李士鉁、李士铭开始策划成立银行。津浦殖业银行由刘彭年代表津浦铁路出资20万两，为发起人之一，故该银行名称中有“津浦”二字。其他发起人有：李士钰兄弟出资30万两，马振宪等其他发起人共出资24万两。其中50万两资金到位时（津浦铁路到位12万两，其他发起人共到位38万两），由李士鉁出面禀清朝度支部、农工商部。候批期间，发起人出资差额全部到位。经过清朝政府批准注册，宣统三年三月一日（1911年3月30日），津浦殖业银行正式营业。该银行总理为李士钰，协理为刘彭年、马振宪。宣统三年三月十九日（1911年4月17日），商办津浦殖业银行股票发行。

## 家庭
- 父：李春城，字筑香
- 长兄：李士铭，字子香
- 二兄：李士鉁，字嗣香
- 四弟：李士錡